# Індіан-Гіллс (Колорадо)
Індіан-Гіллс (англ. Indian Hills) — переписна місцевість (CDP) в США, в окрузі Джефферсон штату Колорадо. Населення — 1474 особи (2020).

## Географія
Індіан-Гіллс розташований за координатами 39°37′43″ пн. ш. 105°14′32″ зх. д. / 39.62861° пн. ш. 105.24222° зх. д. (39.628546, -105.242263).  За даними Бюро перепису населення США в 2010 році переписна місцевість мала площу 12,12 км², з яких 12,11 км² — суходіл та 0,01 км² — водойми. В 2017 році площа становила 14,08 км², з яких 14,07 км² — суходіл та 0,01 км² — водойми.

## Демографія
Згідно з переписом 2010 року, у переписній місцевості мешкало 1280 осіб у 573 домогосподарствах у складі 377 родин. Густота населення становила 106 осіб/км².  Було 646 помешкань (53/км²).
Расовий склад населення:
| - 96,6 % — білих - 0,4 % — азіатів - 0,3 % — корінних американців - 0,2 % — чорних або афроамериканців - 1,0 % — осіб інших рас |

До двох чи більше рас належало 1,5 %. Частка іспаномовних становила 2,6 % від усіх жителів.
За віковим діапазоном населення розподілялося таким чином: 17,0 % — особи молодші 18 років, 71,4 % — особи у віці 18—64 років, 11,6 % — особи у віці 65 років та старші. Медіана віку мешканця становила 48,0 року. На 100 осіб жіночої статі у переписній місцевості припадало 99,7 чоловіків;  на 100 жінок у віці від 18 років та старших — 99,1 чоловіків також старших 18 років.
Середній дохід на одне домашнє господарство  становив 121 778 доларів США (медіана — 83 269), а середній дохід на одну сім'ю — 140 560 доларів (медіана — 99 167). За межею бідності перебувало 2,1 % осіб, у тому числі 0,0 % дітей у віці до 18 років та 0,0 % осіб у віці 65 років та старших.
Цивільне працевлаштоване населення становило 713 особи. Основні галузі зайнятості: освіта, охорона здоров'я та соціальна допомога — 39,0 %, науковці, спеціалісти, менеджери — 10,8 %, будівництво — 9,4 %, мистецтво, розваги та відпочинок — 8,6 %.